# Wagneriana carinata
Wagneriana carinata là một loài nhện trong họ Araneidae.
Loài này thuộc chi Wagneriana. Wagneriana carinata được Frederick Octavius Pickard-Cambridge miêu tả năm 1904.